# La tumba india (película de 1959)
La tumba india es una película de aventuras dramática germano-ítalo-francesa de 1959. Fue producida por Artur Brauner, dirigida por Fritz Lang, y protagonizada por Debra Paget, Paul Hubschmid, Walter Reyer, Claus Holm, Valéry Inkijinoff y Sabine Bethma. Los interiores se rodaron en los estudios Spandau de Berlín Occidental con escenografías diseñadas por los directores de arte Helmut Nentwig y Willy Schatz.

## Sinopsis
Recogidos por una caravana, Harald y Seetha son atendidos por los aldeanos, pero pronto son delatados por algunos vecinos atraídos por una recompensa. Se refugian en una cueva, en las colinas. Ante una estatua de Shiva, Seetha le rinde homenaje, mientras que Harald no la tiene en cuenta. Pronto, son encontrados por los hombres de Chandra, el Maharajá de Eschnapur. Seetha es hecha prisionera, mientras que Harald simula una caída.
Irene se preocupa por la ausencia de Harald en el maharajá. Éste afirma que murió durante una caza de tigres. Pero Irène y su marido se convencen de que es mentira. Chandra revela a Seetha que la tumba que se está construyendo debajo de sus ventanas es para ella.
Ramigani, el hermano de Chandra, es partidario de la boda con Seetha, porque piensa que este matrimonio sublevará al pueblo.
Chandra finalmente anuncia su matrimonio con Seetha.
Cuando parece que Harald ha muerto, en realidad, no ha muerto. Ramigani le mantiene prisionero en un pozo, en los sótanos del palacio. Ramigani chantajea a Seetha: si no se casa con Chandra, matará a Harald. Por convencerla, le muestra Harald encadenado en una infame prisión. La bailarina se resigna, decidida a suicidarse una vez celebrado el matrimonio y salvado a su amante.
Irene busca a Seetha en el palacio. Ella descubre Seetha y se entera de que Harald está prisionero bajo tierra. Ella se propone encontrarle con su marido, cae en la colonia de leprosos salvajes, pero el sacrificio de Azagara la salva. Encuentra a Harald en el sótano porque logró escapar.
Cuando la boda está a punto de celebrarse, Ramigani y sus tropas rebeldes llegan al templo y arrestan a Chandra. El maharajá es torturado. Pero el general Dagh, al que Ramigani había creído muerto, solo estaba herido. Organiza la respuesta y somete a los rebeldes. Chandra es liberado. Ramigani, huyendo al palacio subterráneo, se pierde en la fosa de los cocodrilos. Dinamita un muro para escapar, pero sólo libera a los cocodrilos que lo devoran.
Finalmente Chandra se retira con un sabio hindú y libera a los dos amantes que abandonan Eschnapur.

## Reparto
- Debra Paget: Seetha
- Paul Hubschmid: Harald Berger
- Walter Reyer: Chandra
- Claus Holm: Walter Rhode
- Sabine Bethmann: Irène Rhode
- Valéry Inkijinoff: Yama
- René Deltgen: Ramigami
- Jochen Brockmann: Padhu
- Jochen Blume: Asagara
- Guido Celano: general Dagh